# Donacaula ignitalis
Donacaula ignitalis là một loài bướm đêm trong họ Crambidae.